# تشيكارا هنادا
تشيكارا هنادا (باليابانية: 花田 力) (24 نوفمبر 1993 في توتشيغي في اليابان – )؛ هو لاعب كرة قدم ياباني سابق كان يلعب كحارس مرمى.

## وصلات خارجية
- تشيكارا هنادا على موقع رابطة كرة القدم اليابانية للمحترفين (اليابانية)
- تشيكارا هنادا على موقع Soccerway.com (الإنجليزية)